# Sphodromantis viridis occidentalis
Sphodromantis viridis occidentalis es una subespecie de mantis de la familia Mantidae.

## Distribución geográfica
Se encuentra en Argelia, Burkina Faso, Camerún, España, Marruecos, Mauritania, Namibia y Senegal.